# St. Andreas (Wolfratshausen)

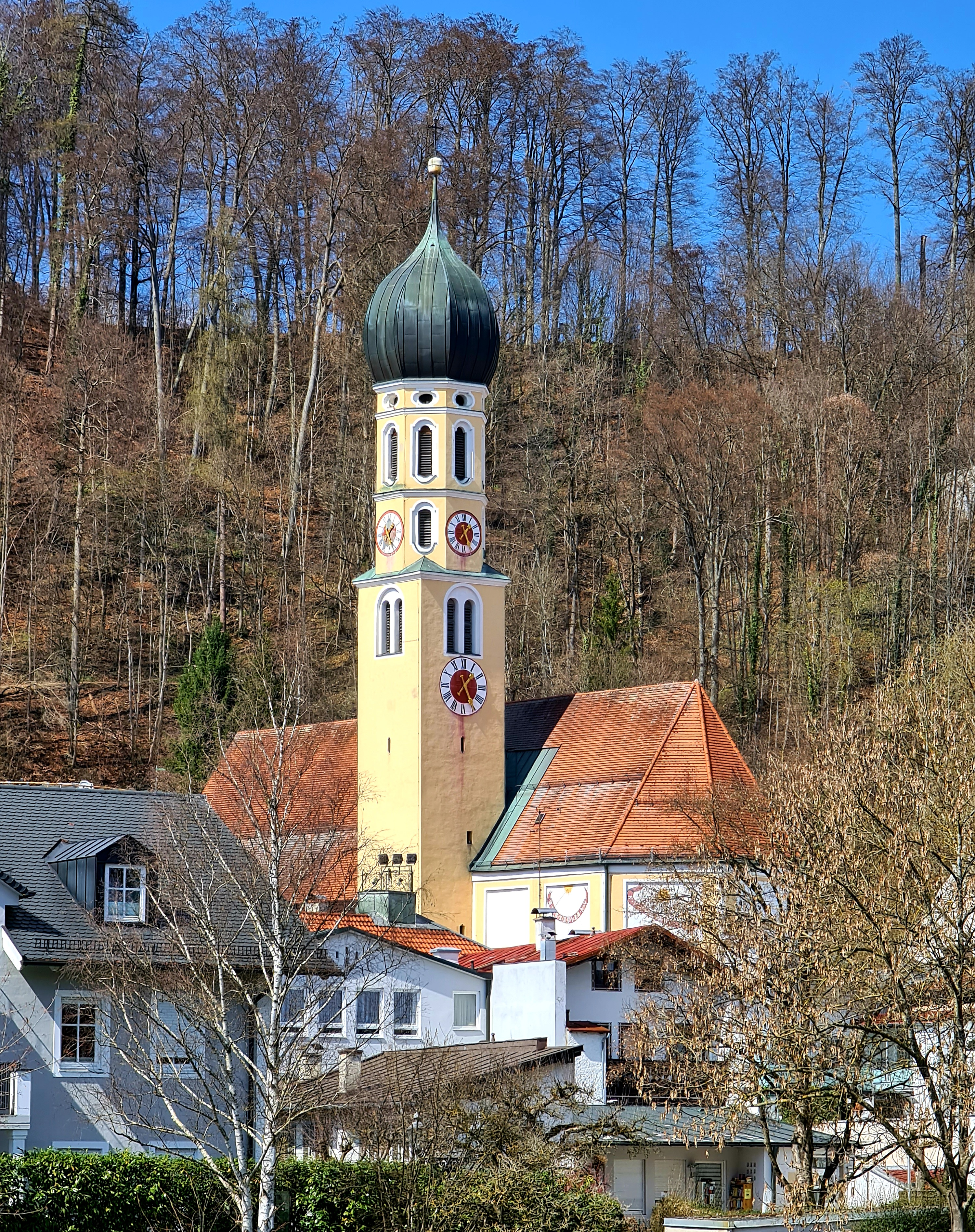
St. Andreas (Wolfratshausen)

Innenansicht

Linker Seitenaltar

Rechter Seitenaltar

Die römisch-katholische Pfarrkirche St. Andreas ist eine ursprünglich gotische, barockisierte Hallenkirche in Wolfratshausen im oberbayerischen Landkreis Bad Tölz-Wolfratshausen. Sie gehört zur Kirchengemeinde St. Andreas Wolfratshausen im Erzbistum München und Freising, die seit 2016 mit der Gemeinde St. Josef den Pfarrverband Stadtkirche Wolfratshausen bildet.

## Geschichte
Nach Brand der gotischen Kirche von 1484 erfolgte ein Neubau in den Jahren 1621–1626 durch den Münchner Hofmaurermeister Georg Graf, wobei das mittelalterliche Turmerdgeschoss wieder verwendet wurde. In den Jahren 1630/1631 wurde das achteckige Turmobergeschoss mit Zwiebelhaube aufgesetzt. Im Jahr 1724 wurde die Orgelempore durch den Maurermeister Benedikt Schafstetter und den Stuckateur Urban Graetz aus Kempfenhausen eingebaut. Die Stuckdekoration wurde 1906 in größerem Umfang ergänzt. Im Jahr 1937 wurden Oratorien im Chor eingebaut. Eine weitere Instandsetzung erfolgte in den Jahren 1981/1982, wobei der Südeingang um ein Joch nach Westen verlegt wurde.

## Architektur
Die Kirche ist eine dreischiffige Hallenkirche zu vier Jochen mit eingezogenem, polygonal schließendem Chor und Südturm. An der südlichen Außenwand ist eine Kreuzigungsgruppe angebracht, die offenbar 1770/1780 durch Philipp Jakob Rämpl aus Wolfratshausen geschaffen wurde. Im Mittelschiff ist ein Tonnengewölbe mit Stichkappen auf Achteckpfeilern mit spitzbogigen Schildbögen eingezogen. Die quergestellten, miteinander verschliffenen Seitenschiffsgewölbe stoßen mit ihren Stichkappen bis zum Mittelschiffsgewölbe vor.
Der Chor mit höherem Gewölbe wird durch ein triumphbogenartiges Tonnengewölbe in der Breite des Mittelschiffs vom Langhaus getrennt. Dadurch war es möglich, den mittelalterlichen Turm trotz der Erweiterung einzubeziehen. Die geometrischen Stuckdekorationen in Feldern mit Rahmen aus Perl- und Blattstäben sowie Tuchgehängen und geflügelten Engelsköpfen wurde zum großen Teil im Jahr 1906 nach Vorbildern aus Nantwein und Entwürfen von Josef Elsner erneuert und ergänzt.

## Ausstattung
Hauptstück der Ausstattung ist der Hochaltar aus den Jahren 1659–1661, der von dem einheimischen Kistler Lukas Herle geschaffen wurde. Er ist mit Skulpturen der heiligen Katharina von Alexandria und Petrus von Kaspar Niederreiter aus Dietramszell und einem Gemälde der Kreuzigung des heiligen Andreas von Andreas Adam Griesmann ausgestattet. Das Tabernakel ist ein Werk des Joseph Bernhard Rämpl von 1819, des Sohns des oben genannten Bildhauers. Die seitlichen Altargiebel wurden 1897 nach dem Muster der in den Jahren 1865/1866 entfernten, ursprünglichen Giebel ergänzt. Die Fassung erfolgte in den Jahren 1955/1956 nach dem ursprünglichen Befund.
Die Wandbilder an den Seitenwänden des Chorbogens wurden 1865 von Alois Dirnberger an Stelle der ehemals dort befindlichen zwei Altäre geschaffen und stellen links die Heilige Dreifaltigkeit und rechts den Tod der heiligen Katharina dar.
Die Seitenaltäre wurden 1901 durch Elsner um- und neugestaltet. Die Altarblätter wurden 1837 von Johann Baptist Müller geschaffen und stellen links die Thronende Muttergottes über einer Ansicht von Wolfratshausen und rechts den gemarterten heiligen Sebastian und Irene dar. Ein Glasschrein aus dem späten 18. Jahrhundert im rechten Seitenaltar zeigt die Reliquien des Märtyrers und Katakombenheiligen Candidatus († 138).
Die Kanzel aus dem späten 17. Jahrhundert wurde 1824 und 1906 eingreifend verändert. Am Pfeiler gegenüber steht ein Kruzifix aus der zweiten Hälfte des 17. Jahrhunderts mit einer Darstellung der Mater dolorosa aus dem ersten Viertel des 18. Jahrhunderts.
Die zwölf großen Apostelskulpturen an den Langhauswänden wurden von verschiedenen Künstlern zwischen 1680 und 1690 geschaffen. Die Figuren von Matthäus und Jakobus wurden möglicherweise von Georg Wunderl aus Wolfratshausen, die Apostelfürsten Petrus und Paulus von Niederreiter aus Dietramszell und die übrigen vermutlich von Johann Krinner aus Tölz gefertigt.
An der unteren Emporenbrüstung sind Leinwandgemälde aus dem Marienleben angebracht, die in den Jahren 1680–1686 von dem Maler und Bürgermeister Kaspar Albrecht aus Wolfratshausen, einem Schüler von Griesmann, gemalt wurden. Diese Bilder wurden von Wolfratshausener Zünften gestiftet, deren Wappen, teilweise auch das Datum, an den Stuckrahmen zu sehen sind. An der oberen Emporenbrüstung der Seitenschiffe sind je zwei Gemälde aus den Leben der Apostelfürsten von 1865/1866 zu sehen.

### Orgel

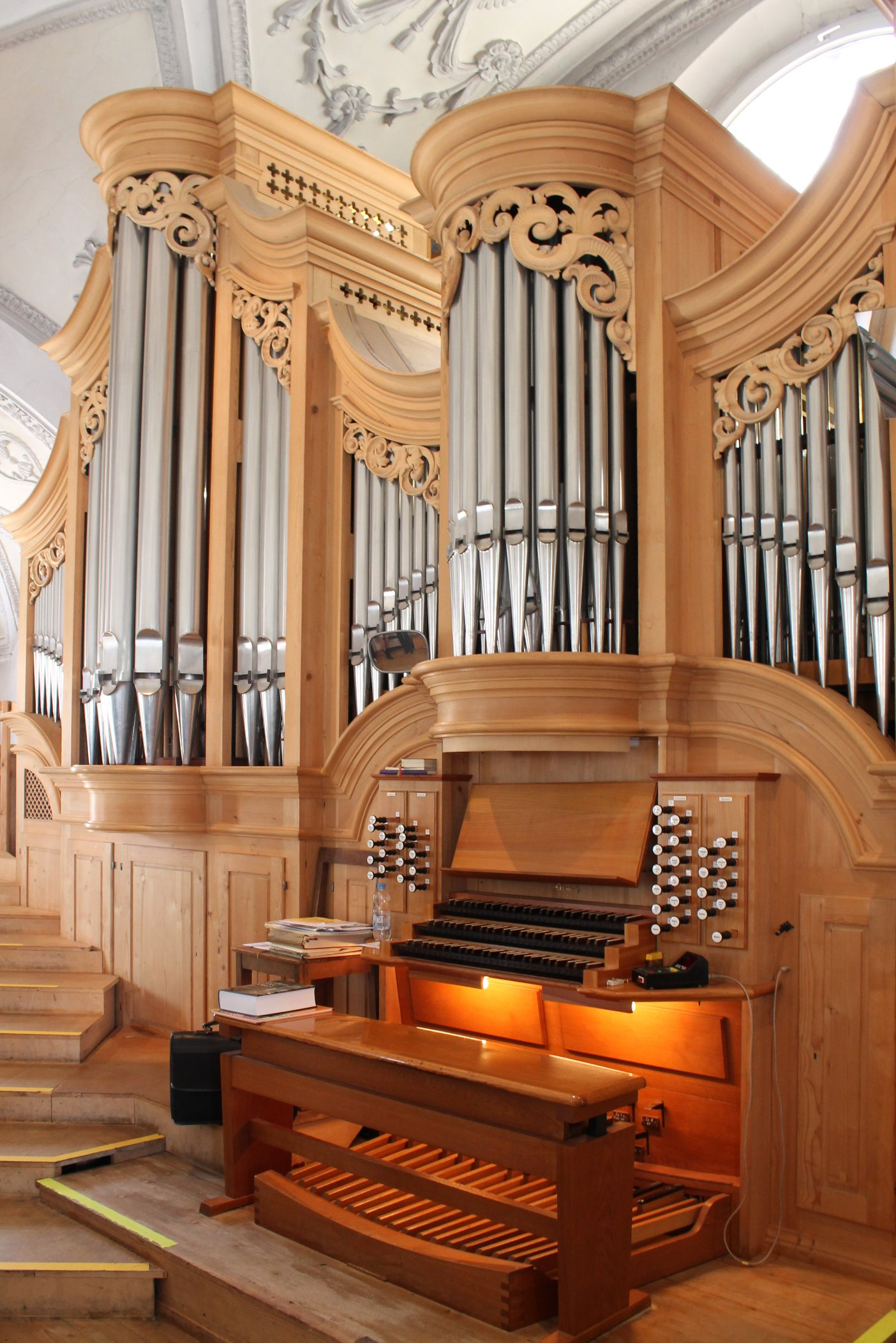
Orgel

Die Orgel ist ein Werk der Firma Orgelbau Eisenbarth aus dem Jahr 1985 mit 35 Registern auf drei Manualen und Pedal in einem Gehäuse in barocken Formen. Die Disposition lautet:
| I Hauptwerk |       |
| Rohrbourdun | 16′   |
| Prinzipal   | 8′    |
| Koppelflöte | 8′    |
| Oktave      | 4′    |
| Spitzflöte  | 4′    |
| Oktave      | 2′    |
| Mixtur IV   | 1 ⁄3′ |
| Trompete    | 8′    |

| II Positiv     |       |
| Gedackt        | 8′    |
| Rohrflöte      | 4′    |
| Prinzipal      | 2′    |
| Sesquialter II | 2 ⁄3′ |
| Quinte         | 1 ⁄3′ |
| Cimbel III     | 1⁄2′  |
| Krummhorn      | 8′    |
| Tremulant      |       |

| III Schwellwerk |        |
| Holzflöte       | 8′     |
| Gambe           | 8′     |
| Viola celeste   | 8′     |
| Prinzipal       | 4′     |
| Traversflöte    | 4′     |
| Nasard          | 2 ⁄3′  |
| Piccolo         | 2′     |
| Terz            | 1 3⁄5′ |
| Sifflöte        | 1′     |
| Mixtur IV-V     | 2′     |
| Hautbois        | 8′     |
| Clairon         | 4′     |
| Tremulant       |        |

| Pedal         |       |
| Prinzipal     | 16′   |
| Subbaß        | 16′   |
| Oktavbaß      | 8′    |
| Gedecktbaß    | 8′    |
| Choralbaß     | 4′    |
| Hintersatz IV | 2 ⁄3′ |
| Posaune       | 16′   |
| Trompete      | 8′    |

- Bemerkungen: Schleiflade, mechanische Traktur